# Woronicze
Woronicze – wieś w Polsce położona w województwie podlaskim, w powiecie białostockim, w gminie Supraśl.
W latach 1975–1998 miejscowość administracyjnie należała do województwa białostockiego.
Prawosławni mieszkańcy wsi należą do parafii Zwiastowania Przenajświętszej Bogurodzicy i św. Jana Teologa w Supraślu, a wierni kościoła rzymskokatolickiego do parafii Najświętszej Maryi Panny Królowej Polski w Supraślu.

## Zabytki
- drewniana kuźnia, XIX-XX, nr rej.:425 z 16.01.1979[7].